# Монголија на Светском првенству у атлетици на отвореном 2022.
Монголија је учествовала на 18. Светском првенству у атлетици на отвореном 2022. одржаном у Јуџину од 15. до 25. јула петнаести пут. Репрезентацију Монголије представљала су 4 атлетичара (3 мушкарца и 1 жена) који су се такмичили у маратону. ,.
На овом првенству такмичари Монголије нису освојили ниједну медаљу али су остварили један најбољи резултат сезоне.

## Учесници
| Мушкарци: - Сер-Од Бат-Очир — Маратон - Бјамбајав Цевенравдан — Маратон - Gantulga Dambadarjaa — Маратон | Жене: - Bayartsogtyn Mönkhzayaa — Маратон |  |

## Резултати

### Мушкарци
| Атлетичар             | Дисциплина | Лични рекорд | Квалификације     | Квалификације     | Финале      | Финале       | Детаљи |
| Атлетичар             | Дисциплина | Лични рекорд | Резултат          | Место             | Резултат    | Место        | Детаљи |
| --------------------- | ---------- | ------------ | ----------------- | ----------------- | ----------- | ------------ | ------ |
| Сер-Од Бат-Очир       | Маратон    | 2:08:50 НР   |                   |                   | 2:11:39 ЛРС | 26 / 54 (63) |        |
| Бјамбајав Цевенравдан | Маратон    | 2:09:03      | 2:14:44           | 42 / 54 (63)      |             |              |        |
| Gantulga Dambadarjaa  | Маратон    | 2:11:18      | Није завршио трку | Није завршио трку |             |              |        |

### Жене
| Атлетичарка             | Дисциплина | Лични рекорд | Квалификације | Квалификације | Финале   | Финале       | Детаљи |
| Атлетичарка             | Дисциплина | Лични рекорд | Резултат      | Место         | Резултат | Место        | Детаљи |
| ----------------------- | ---------- | ------------ | ------------- | ------------- | -------- | ------------ | ------ |
| Bayartsogtyn Mönkhzayaa | Маратон    | 2:28:03 НР   |               |               | 2:46:09  | 30 / 32 (41) |        |